# Wojciechówka (Dębów)
Wojciechówka – część wsi Dębów w Polsce, położona w województwie podkarpackim, w powiecie przeworskim, w gminie Gać.
W latach 1975–1998 Wojciechówka administracyjnie należała do województwa przemyskiego.
Wierni kościoła rzymskokatolickiego należą do parafii Najświętszej Maryi Panny Królowej Polski w Dębowie.